# Sinfonía n.º 2 (Chaikovski)

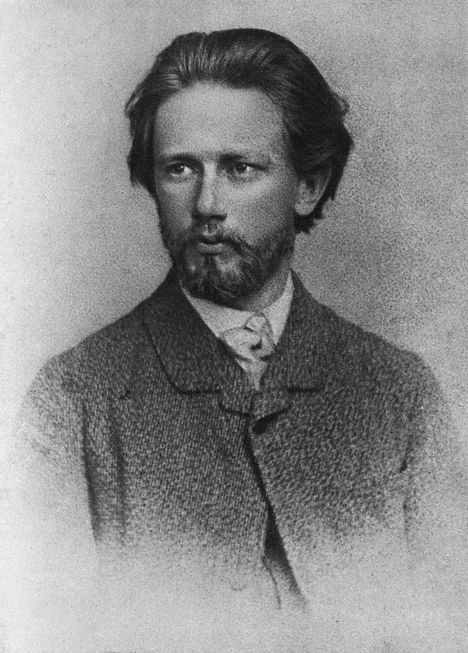
Chaikovski hacia 1874

La Sinfonía n.º 2 en do menor, Op. 17, también conocida como "Pequeña Rusia" o en ruso Малороссийская, Malorossíyskaya, fue compuesta por Piotr Ilich Chaikovski en 1872 y posteriormente revisada hasta su versión definitiva en 1880.

## Historia

### Composición
La composición de la obra se desarrolló entre los años 1872 y 1880, y hace uso de los tres temas del folclore de Ucrania, conocida como "Pequeña Rusia", epíteto que mantuvo. Uno de los tres temas del folclore ucraniano tratados en la sinfonía se llama La grulla («Журавель»), y la escuchó durante una de las muchas vacaciones de verano del compositor con su hermana Aleksandra en Kámianka, gobernación de Kiev. 
Después de la frialdad con que se acogió el primer movimiento, la sinfonía fue aplaudida de inmediato por el público, críticos y amigos del compositor. Nikolái Rubinstein, que estaba en el podio, tuvo que repetir una parte de la sinfonía en el estreno, que tuvo lugar 7 de febrero de 1873.  
Chaikovski tenía el hábito y la pasión de revisar, ampliar, cortar o destruir parte de sus composiciones y revisar a lo largo de los años una obra con la que nunca quedaba totalmente satisfecho. Con esta sinfonía ocurrió lo mismo.
Chaikovski escribió gran parte de la Sinfonía de la Pequeña Rusia durante sus vacaciones de verano en Kámianka (Kámenka) en Ucrania con la familia de su hermana Aleksandra, los Davýdov. La finca de los Davýdov se había convertido en el refugio favorito del compositor. Aleksandra, de hecho, animó al compositor a hacer de Kámenka su segundo hogar. Su afecto por la hacienda dio sus frutos al utilizar canciones locales en la sinfonía que estaba escribiendo. Incluso una vez escribió, en broma, que el verdadero crédito por el final de la segunda sinfonía debería haber sido "para el verdadero compositor de dicha obra: Piotr Guerásimovich". Piotr Guerásimovich, el anciano mayordomo de la casa Davýdov, le cantó la canción popular La grulla a Chaikovski mientras el compositor trabajaba en la sinfonía.

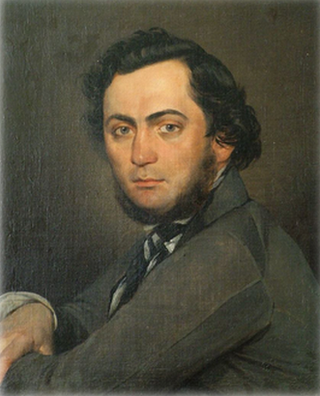
Mijaíl Glinka (1840)

Una de las anécdotas favoritas de Chaikovski cuenta que estuvo a punto de perder los bocetos de la sinfonía en el camino de regreso a Moscú. Para persuadir a un jefe de correos recalcitrante de que enganchara los caballos al carruaje en el que él y su hermano Modest habían viajado, Chaikovski se presentó como «Príncipe Volkonski, caballero de cámara del Emperador». Cuando llegaron a la parada nocturna, notó que faltaba su equipaje, incluida la partitura de la sinfonía. Temiendo que el jefe de correos hubiera abierto el equipaje y averiguado su identidad, envió a alguien a buscarlo. El intermediario volvió con las manos vacías. El administrador de correos solo entregaría el equipaje al príncipe mismo. Armándose de valor, Chaikovski regresó. Su equipaje no había sido abierto, para su alivio. Conversó durante algún tiempo con el jefe de correos y, finalmente, le preguntó por su nombre. «Chaikovski», respondió el jefe de correos. Atónito, el compositor pensó que tal vez se trataba de una venganza ingeniosa. Finalmente averiguó que Chaikovski era en realidad el nombre del jefe de correos. Después de enterarse de este hecho, se deleitaba contando la historia.

### Influencia de laKamárinskaya
Chaikovski había utilizado canciones populares en sus primeros días en San Petersburgo y en su obertura estudiantil La tormenta. Ahora quería utilizar las canciones folklóricas como material sinfónico válido. La mayor deuda de Chaikovski en este sentido fue con la Kamárinskaya de Glinka. Creía fervientemente que en la Kamárinskaya se encontraba el núcleo de toda la escuela de música sinfónica rusa, "así como todo el roble está en la bellota", como escribió en su diario en 1888.
La Kamárinskaya se basa en dos melodías. La primera es un canto nupcial, "Izza gor" (Desde más allá de las montañas). La segunda, la canción que da título a la pieza, es un náigrysh (на́игрыш), una danza instrumental con una melodía en ostinato que se repite mientras los bailarines pueden seguirla. Glinka usa el principio de la canción popular para permitir que la estructura musical se desarrolle alrededor de una constante temática, o en realidad dos constantes, ya que usa dos canciones populares. Varía el material de fondo que rodea estas canciones más que las canciones mismas: color orquestal (timbre), armonización, contrapunto. De esta forma, Glinka conserva el carácter original de la danza, complementándolo con variaciones creativas en el tratamiento orquestal.
Idealmente, los temas de una pieza occidental interactúan, contrastan y cambian. Esta actividad alimenta el crecimiento de la composición como una creación orgánica. La tensión sigue aumentando a medida que este diálogo temático se vuelve cada vez más complejo. Este diálogo o intercambio finalmente impulsa la pieza a un punto culminante de resolución. La Kamárinskaya no sigue este patrón. Tampoco puede. El ostinato de la segunda melodía no permitirá ningún desarrollo del motivo musical sin distorsionar el carácter de la pieza. La música se repite constantemente, aunque con fondos cambiantes. Debido a esta falta de crecimiento temático, la música permanece estática, sin avanzar. Este tampoco es un problema exclusivo de la Kamárinskaya. La música rusa, especialmente la música folclórica rusa, se niega obstinadamente a seguir los principios occidentales que Chaikovski había aprendido en San Petersburgo. Esta puede haber sido una de las razones por las que su maestro Antón Rubinstein no consideró que las canciones populares fueran material musical viable para otra cosa que no fuera el folclore local.
Para Chaikovski, la Kamárinskaya ofrecía un ejemplo viable de las posibilidades creativas de las canciones populares en una estructura sinfónica, utilizando una variedad de combinaciones armónicas y contrapuntísticas. También le ofreció un modelo sobre cómo se podría hacer funcionar una estructura de este tipo, excluyendo la posibilidad de inercia o repetición excesiva. Debido a su entrenamiento compositivo, Chaikovski pudo construir el final de la segunda sinfonía de manera más sólida y en una escala de tiempo mayor de lo que Glinka o Músorgski podrían haber hecho. Sin la Kamárinskaya, sin embargo, Chaikovski sabía que no tenía una base sobre la cual construir ese final.

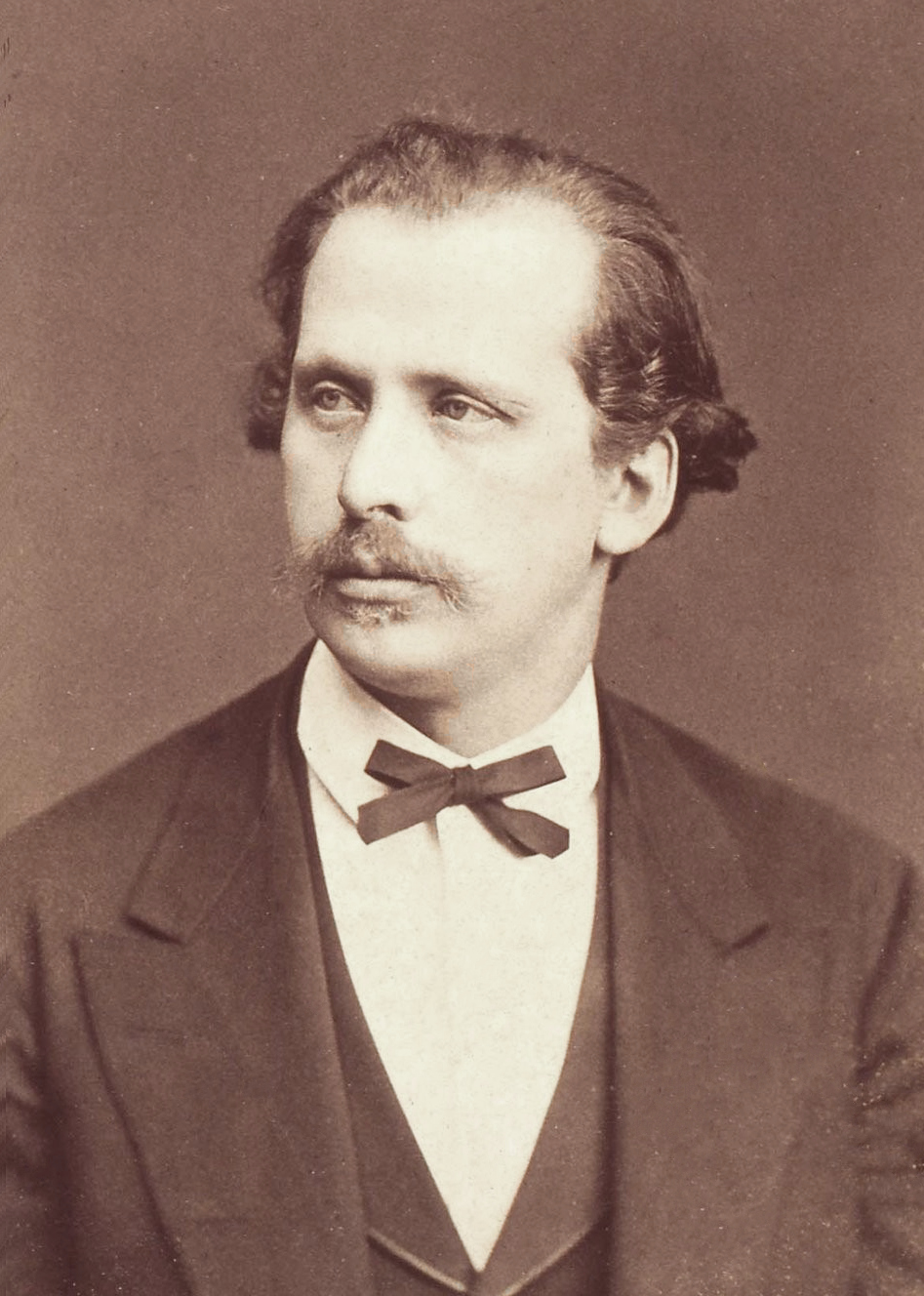
Nikolái Rubinstein 1872

### Revisión

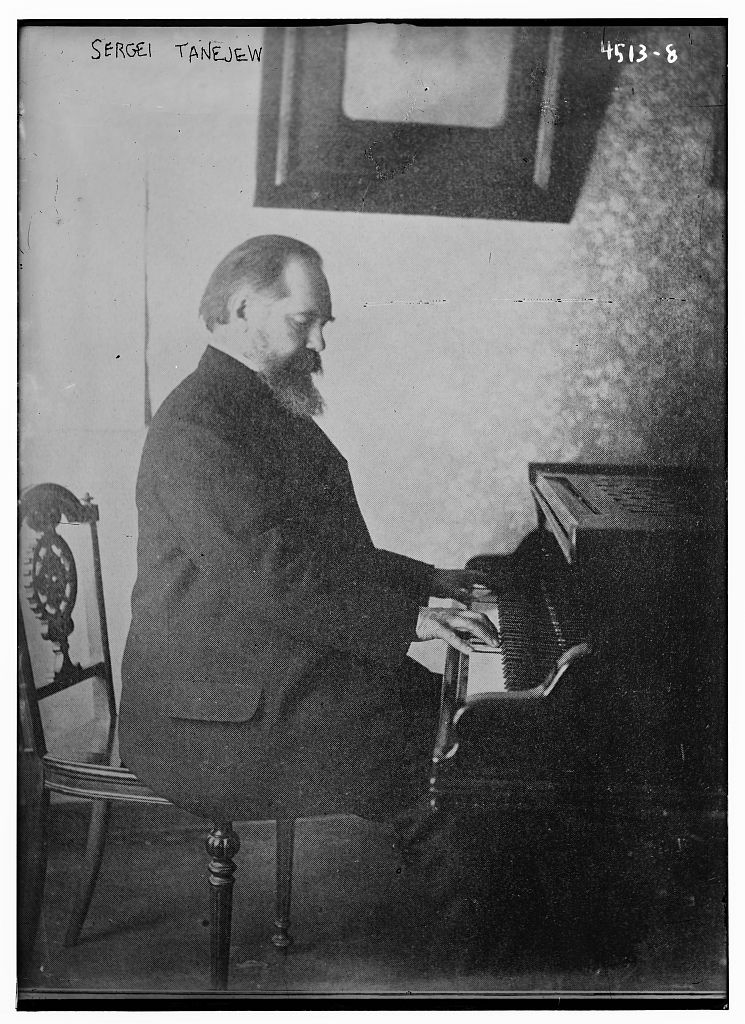
Serguéi Tanéyev

Ya en la misma carta que describe el estreno de 1873, Chaikovski le escribió a Stásov: «A decir verdad, no estoy completamente satisfecho con los tres primeros movimientos, pero La grulla [Zhuravel] en sí misma [el final que emplea la melodía popular rusa] no ha salido tan mal». A pesar de esto, Chaikovski persuadió al editor Bessel para que publicara la partitura. Bessel lanzó un arreglo para dúo de piano (preparado por Chaikovski después de que Rímskaya-Kórsakova tuviera que retirarse debido a una enfermedad) pero tardó en publicar la partitura completa.
En 1879, Chaikovski le pidió la devolución de la partitura manuscrita. A su llegada, comenzó a revisarla. El 2 de enero de 1880, envió a Bessel un informe del progreso de la revisión: «1. He compuesto el primer movimiento de nuevo, dejando solo la introducción y la coda en su forma anterior. 2. He vuelto a componer el segundo movimiento. 3. He modificado el tercer movimiento, acortándolo y volviéndolo a marcar. 4. He acortado el final y lo he vuelto a marcar». Afirmó que había completado este trabajo en tres días. El 16 de enero, le escribió a Serguéi Tanéyev: «Este movimiento [el primero] ha salido comprimido, corto y no es difícil. Si el epíteto 'imposible' se aplica a algo, es a este primer movimiento en su forma original. Dios mío ¡Qué difícil, ruidoso, inconexo y confuso era esto!» El estreno de la versión revisada se representó en San Petersburgo el 12 de febrero de 1881, bajo la dirección de Karl Zike.
La versión revisada de 1880 suele ser la que se interpreta y graba hoy día, pero se ha cuestionado su verdadera preeminencia. Con solo 35 minutos de duración (algo más corta que muchas sinfonías de la época), también es aproximadamente cinco minutos más corta que su versión predecesora. Chaikovski mantuvo sus revisiones e informó a Eduard Nápravník que la versión de 1880 era la única que autorizaba. Ocho años después de la muerte de Chaikovski, Serguéi Tanéyev comparó las dos versiones y favoreció la original de 1872. La opinión de Nikolái Kashkin era la misma.
La opinión de Tanéyev tenía un peso considerable. En los 19 años transcurridos entre el estreno de la versión original y su evaluación de ambas versiones, Tanéyev no solo se convirtió en un destacado maestro de composición, sino que también se ganó la reputación de ser uno de los mejores artesanos entre todos los compositores rusos. Se sintió lo suficientemente fuerte sobre el asunto como para escribir al hermano del compositor, Modest: «Me parece que en algún concierto futuro deberías dejar que la gente escuche la Segunda Sinfonía real, en su forma original ... Cuando te vea, tocaré ambas versiones y probablemente estarás de acuerdo conmigo sobre la superioridad de la primera».
Más recientemente, Hans Keller ha defendido al menos la interpretación ocasional de la versión de 1872. El Dr. David Brown agregó: «Para ser justos con la segunda versión, es ciertamente atractiva y estructuralmente tan clara como Chaikovski pudiera desear. Hay una pesadez innegable en la versión original, pero su escala imponente y su riqueza de contenido y detalle la convierten en una pieza mucho más impresionante que debería ser restaurada en el lugar, que todavía está permanentemente usurpada por su sucesora más delgada y mucho menos creativa».
La única grabación de la versión original de la obra, fue realizada por Geoffrey Simon y la Orquesta Sinfónica de Londres.

## Estructura y análisis
La sinfonía consta de cuatro movimientos:  
- I. Andante sostenuto 4
4 – Allegro vivo, en do menor 2
2
- II. Andantino marziale, quasi moderato, en mi bemol mayor 4
4
- III. Scherzo. Allegro molto vivace, en do menor 3
8
- IV. Finale. Moderato assai – Allegro vivo, en do mayor 2
4

La interpretación de la obra dura aproximadamente 30 minutos.  

### I.Andante sostenuto – Allegro vivo
El primer movimiento, Andante sostenuto – Allegro vivo, está escrito en la tonalidad de do menor y en compás de 4/4 que en el Allegro pasa a ser ritmo alla breve. Es una variante del tema ucraniano acerca del Volga, retomado en el desarrollo y que se repite en el estribillo.

### II.Andantino marziale, quasi moderato
El segundo movimiento, Andantino marziale, quasi moderato, está en mi bemol mayor y en compás de 4/4. Hace referencia a una marcha nupcial compuesta para una obra no publicada: Ondine.

### III.Scherzo. Allegro molto vivace
El tercer movimiento, Scherzo. Allegro molto vivace, está en do menor y en compás de 3/8. No cita textualmente un tema popular, pero tiene la apariencia y características.

### IV.Finale. Moderato assai – Allegro vivo
El cuarto y último movimiento, Finale. Moderato assai – Allegro vivo, está en do mayor y en compás de 2/4. Después de una breve fanfarria, cita el tema popular en una serie de variaciones cada vez más complejas.

## Recepción de la obra
Chaikovski tocó el final de la sinfonía al piano en una reunión en la casa de Rimski-Kórsakov en San Petersburgo el 7 de enero de 1873. A su hermano Modest, le escribió: "La compañía entera casi me hizo pedazos de éxtasis, y Madame Rímskaya-Kórsakova me rogó llorando que la dejara arreglarla para un dúo de piano". Ni Balákirev ni Músorgski estuvieron presentes. Borodín estaba presente y pudo haber aprobado la obra él mismo. También estuvo presente el crítico musical Vladímir Stásov. Impresionado por lo que escuchó, Stásov le preguntó a Chaikovski qué pensaba escribir a continuación. Stásov pronto influiría en el compositor para que escribiese el poema sinfónico La tempestad y más tarde, con Balákirev, la Sinfonía Manfredo.
El estreno de la sinfonía completa tuvo lugar en Moscú bajo la dirección de Nikolái Rubinstein el 7 de febrero de 1873. Chaikovski le escribió a Stásov al día siguiente que «disfrutó de un gran éxito, tan grande que Rubinstein quería volver a interpretarla... a petición del público». Esa actuación públicamente exigida, el 9 de abril, fue aún más exitosa. El 27 de mayo, se llevó a cabo una tercera interpretación en Moscú, nuevamente a petición del público. La reacción de la crítica fue igual de entusiasta. Stásov escribió así sobre el final: «en términos de color, factura y humor... una de las creaciones más importantes de toda la escuela rusa». Hermann Laroche, que había viajado desde San Petersburgo especialmente para el concierto, escribió en el Registro de Moscú el 1 de febrero, «en mucho tiempo no me había encontrado con una obra con un desarrollo temático de ideas tan poderoso y con contrastes tan bien motivados y artísticamente pensados».
Mientras tanto, Eduard Nápravník dirigió el estreno en San Petersburgo el 7 de marzo. A pesar de una crítica negativa de César Cui, el público de San Petersburgo recibió la pieza de manera suficientemente positiva como para garantizarle una segunda interpretación en la temporada siguiente.

## Discografía selecta
- Leonard Bernstein, Orquesta Filarmónica de Nueva York
- Carlo Maria Giulini, Orquesta Philharmonia
- Andrew Litton, Orquesta Sinfónica de Bournemouth
- Claudio Abbado, Orquesta Sinfónica de Chicago
- Neville Marriner, Academy of Saint Martin in the Fields
- Riccardo Muti, Orquesta Philharmonia
- Eugene Ormandy, Orquesta de Filadelfia
- Geoffrey Simon, Orquesta Sinfónica de Londres, en la versión original de 1872
- Yuri Temirkánov, Royal Philharmonic Orchestra
- Vasili Petrenko, Real Orquesta Filarmónica de Liverpool
- Lorin Maazel, Orquesta Sinfónica de Pittsburgh
- Kirill Karabits, Orquesta Sinfónica de Bournemouth
- Neeme Järvi, Orquesta Sinfónica de Gotemburgo